# Steve Cavanagh
Pour les articles homonymes, voir Cavanagh.
Steve Cavanagh, né à Belfast, est un écrivain britannique, auteur de thriller.

## Biographie
À 18 ans, Steve Cavanagh part à Dublin pour étudier le droit. Il est spécialisé dans la défense des droits civiques et est impliqué dans plusieurs affaires très médiatisées. En 2010, il représente un ouvrier d'usine victime d'abus racial sur le lieu de travail et remporte la plus importante récompense en dommages-intérêts pour discrimination raciale dans l'histoire juridique de l'Irlande du Nord. 
En 2015, il publie son premier roman, La Défense (The Defence). C'est le premier volume d'une série mettant en scène Eddie Flynn, un avocat ancien escroc à New York. Avec le quatrième roman, The Liar, paru en 2017, il est lauréat du Gold Dagger Award 2018.

## Œuvre

### Romans

#### SérieUne aventure d'Eddie Flynn
- T.1 The Defence (2015) Publié en français sous le titre La Défense, Bragelonne, coll. « Thriller » (2015)  (ISBN 978-2-35294-885-8), réédition Le Grand Livre du mois (2015)  (ISBN 978-2-286-12694-0), réédition Milady, coll. « Thriller » (2016)  (EAN 978-2-8112-1833-1)
- T.2 The Cross (2015)
- T.3 The Plea (2016) Publié en français sous le titre Un coupable idéal, Bragelonne, coll. « Thriller », (2016)  (EAN 979-10-281-0137-4)
- T.4 The Liar (2017)
- T.5 Thirteen (2018) Publié en français sous le titre Treize, Bragelonne, coll. « Thriller », (2018)  (EAN 979-1028104559)
- T.6 Twisted (2019)
- T.7 Fifty Fifty (2020)
- T.8 The Devil's Advocate (2021)
- T.9 The Accomplice (2022)
- Witness 8 (2025)

### Autre roman
- Kill for Me, Kill for You (2024)

## Prix et nomination

### Prix
- Gold Dagger Award 2018 pour The Liar[1]
- Festival Polar de Cognac 2017 : Prix polar du meilleur roman international pour Un coupable idéal[2]

### Nominations
- Prix Barry 2020 du meilleur roman pour Thirteen[3]
- Steel Dagger Award 2022 pour The Devil’s Advocate[1]
- Prix Barry 2023 du meilleur roman pour The Accomplice[3]